# Розвинниця (гміна)
Гміна Розьвениця (пол. Gmina Roźwienica) — сільська гміна у східній Польщі. Належить до Ярославського повіту Підкарпатського воєводства.
Станом на 31 грудня 2011 у гміні проживало 6272 особи.

## Площа
Згідно з даними за 2007 рік площа гміни становила 70.69 км², у тому числі:
- орні землі: 74.00%
- ліси: 19.00%

Таким чином, площа гміни становить 6.87% площі повіту.

## Населення
Станом на 31 грудня 2011:
| Опис     | Загалом | Загалом | Чоловіки | Чоловіки | Жінки | Жінки |
| -------- | ------- | ------- | -------- | -------- | ----- | ----- |
| одиниця  | осіб    | %       | осіб     | %        | осіб  | %     |
| все      | 6272    | 100     | 3141     | 50.08    | 3131  | 49.92 |
| міське   | 0       | 100     | 0        |          | 0     |       |
| сільське | 6272    | 100     | 3141     | 50.08    | 3131  | 49.92 |

## Солтиства
- Бистревичі
- Воля Розвинницька
- Воля Угорська
- Вяцковичі
- Мокра
- Розвинниця
- Рудоловичі
- Тиневичі
- Угорка
- Хорів
- Частковичі
- Чудовичі

## Історія
Об'єднана сільська гміна Розьвениця утворена в Ярославському повіті 1 серпня 1934 року з дотогочасних гмін сіл:
- Бистровіце
- Частковіце
- Чудовіце
- Лапаївка
- Пелнятиче
- Рожнятів
- Розьвениця
- Рудоловіце
- Тиньовіце
- Воля Розьвєніцка
- Зажече

## Сусідні гміни
Гміна Розьвениця межує з такими гмінами: Зажече, Кривча, Павлосюв, Прухник, Рокитниця, Хлопіце.